# Libia, Libia, Libia
Libia, Libia, Libia (también conocido como Ya Beladi, "¡Oh mi patria!"), compuesto por Mohammad Abdel Wahab, con letra de Al Bashir Al Arebi, fue el himno nacional del Reino de Libia desde su independencia en 1951 hasta 1969 cuando el rey Idris I fue derrocado por un golpe de Estado llevado a cabo por Muamar el Gadafi. Gadafi adoptó la canción Allahu Akbar como el himno nacional de la recién proclamada República Árabe de Libia. 
Durante la Revolución en el país de 2011, el himno fue utilizado por los ciudadanos anti-gadafistas como un símbolo de resistencia durante las protestas, y en la página web oficial del Consejo Nacional de Transición (gobierno provisional de la recientemente proclamada República libia) se señaló como el himno nacional libio desde 2011.  El himno actual omite un verso glorificando el rey Idris, presente en el original.

## Letra

### Árabe
يا بلادي بجهادي وجلادي
ادفعي كيد الأعادي

واسلمي

اسلمي طول المدي إننا نحن الفدا

¡ليبيا ليبيا ليبيا!

يا بلادي أنت ميراث الجدود

لارعى الله يداً تمتد لك

فاسلمي، إنا -على الدهر- جنود

لا نبالي إن سلمت من هلك

وخذي منا وثيقات العهود

إننا يا ليبيا لن نخذلك

لن نعود للقيود قد تحررنا وحررنا الوطن

¡ليبيا ليبيا ليبيا!

جرّد الأجداد عزماً مرهفاً

يوم ناداهم منادٍ للكفاح

ثم ساروا يحملون المصحفا

باليد الأولى، وبالأخرى سلاح

فإذا في الكون دين وصفا

وإذا العالم خير وصلاح

فالخلود للجدود إنهم قد شرفوا هذا الوطن

¡ليبيا ليبيا ليبيا!

يا ابن ليبيا، يا ابن آساد الشرى

إننا للمجد والمجد والمجدُ لنا

مذ سرونا حمد القوم السرى

بارك الله لنا استقلالنا

فابتغوا العلياء شأواً في الورى

واستعدوا للوغى أشبالنا

للغلاب يا شباب إنما الدنيا كفاح للوطن

¡ليبيا ليبيا ليبيا!

### Transliteración
Ya Biladi Ya Biladi Bijihadi Wajiladi 

Idfa'i Kaydal A'adi Wal'awadi Waslami 

Islami Islami Islami Tulal Mada Innana Nahnul Fida 

¡Libya Libya Libya! 

Yabiladi Anti Mirathul Judud 

La Ra'allahu Yadan Tamtaddu Lak 

Faslami Inna 'Aladdahri Junud 

La Nubali In Salimti Man Halak 

Wakhudi Minna Wathiqatil 'Uhud 

Innana Ya Libya Lan Nakhdilak 

Lanna'ud Lil Quyud Qadd Taharrarna Waharrarnal Watan 

¡Libya Libya Libya!
Jurrudal-ajdādu ‘azmān murhafā
Yawma nādāhum munādi-lilkifāḥ
Thumma sārū yaḥmilūna-lmuṣḥafā
Bīlyadi-l.ūlā wabī-l.ukhrā-ssilaḥ
Fa.iðā fī-l'kawni dīnun waṣafā
Wa.iðā-l‘ālamu khayrun waṣalaḥ
Fālkhulūd … liljudūd
Innahum qad sharrafū haðā-lwaṭan
¡Lībiyā Lībiyā Lībiyā! 
Yā bna Lībiyā yā bna āsāda-ššarā
Innanā lilmajdi walmajdu lanā
Muð sarawnā ḥamida-lqawmu-ssurā
Bārkallahu lanā istaqlalanā
Fābtaġū-l'alyā ashā.wan fī-lwarā
Wāsta'iddū lilwaġā ashbālanā
Lil ġilab ... yā šabāb
innamā-ddunyā kifāḥu lilwaṭan
¡Lībiyā Lībiyā Lībiyā!

### Traducción al español
Estribillo:
¡Oh mi patria! ¡Oh mi patria!
Con mi lucha y paciencia de gladiador,
forzaré todas las conjuras del enemigo y percances
serás salva, serás salva, serás salva, salva todo el camino
nosotros somos tus sacrificios
¡Libia, Libia, Libia!
Oh mi patria, tú eres el patrimonio de mis ancestros
Alá no bendiga ninguna mano para herirte
salve, para siempre somos tus soldados
no nos importa la muerte para salvarte
acepta nuestro juramento leal, 
nunca te abandonaremos, Libia
nunca más sufriremos las cadenas
somos libres y también es libre nuestra patria
¡Libia, Libia, Libia!
(Estribillo)
Nuestros abuelos afirmaron una noble determinación al sonar el grito de combate
marcharon con el Corán en una mano,
y sus armas en la otra mano
el universo está así lleno de fe y pureza
el mundo es así un lugar de bondad y líneas divinas
la eternidad es para nuestros abuelos
ellos honraron este país
¡Libia, Libia, Libia!
(Estribillo)
Oh hijo de Libia, oh hijo de leones de la naturaleza
somos para el honor y los honores para nosotros
desde el día del honor, el pueblo agradece nuestra generosidad y honorabilidad
Alá bendiga nuestra independencia
oh libios, buscad en las alturas vertiginosas vuestra posición en la humanidad
nuestros vástagos se preparan para las batallas previstas
nuestros jóvenes, para predominar
la vida es solo una lucha por la patria
¡Libia, Libia, Libia!
(Estribillo)